# Prostephanus arizonicus
Prostephanus arizonicus är en skalbaggsart som beskrevs av Fisher 1950. Prostephanus arizonicus ingår i släktet Prostephanus och familjen kapuschongbaggar. Inga underarter finns listade i Catalogue of Life.